# Спинакер
Спинакер (от английското spinnaker) е голямо допълнително ветрило, което се използва при плаване по вятъра (курсовете фордевинд и бакщаг). Има 2 вида спинакери – симетрични и асиметрични.
При по-малките платноходки се държи в прикрепена до корпуса в левия ъгъл до носа кофа.